# مسجد سيدنا علي

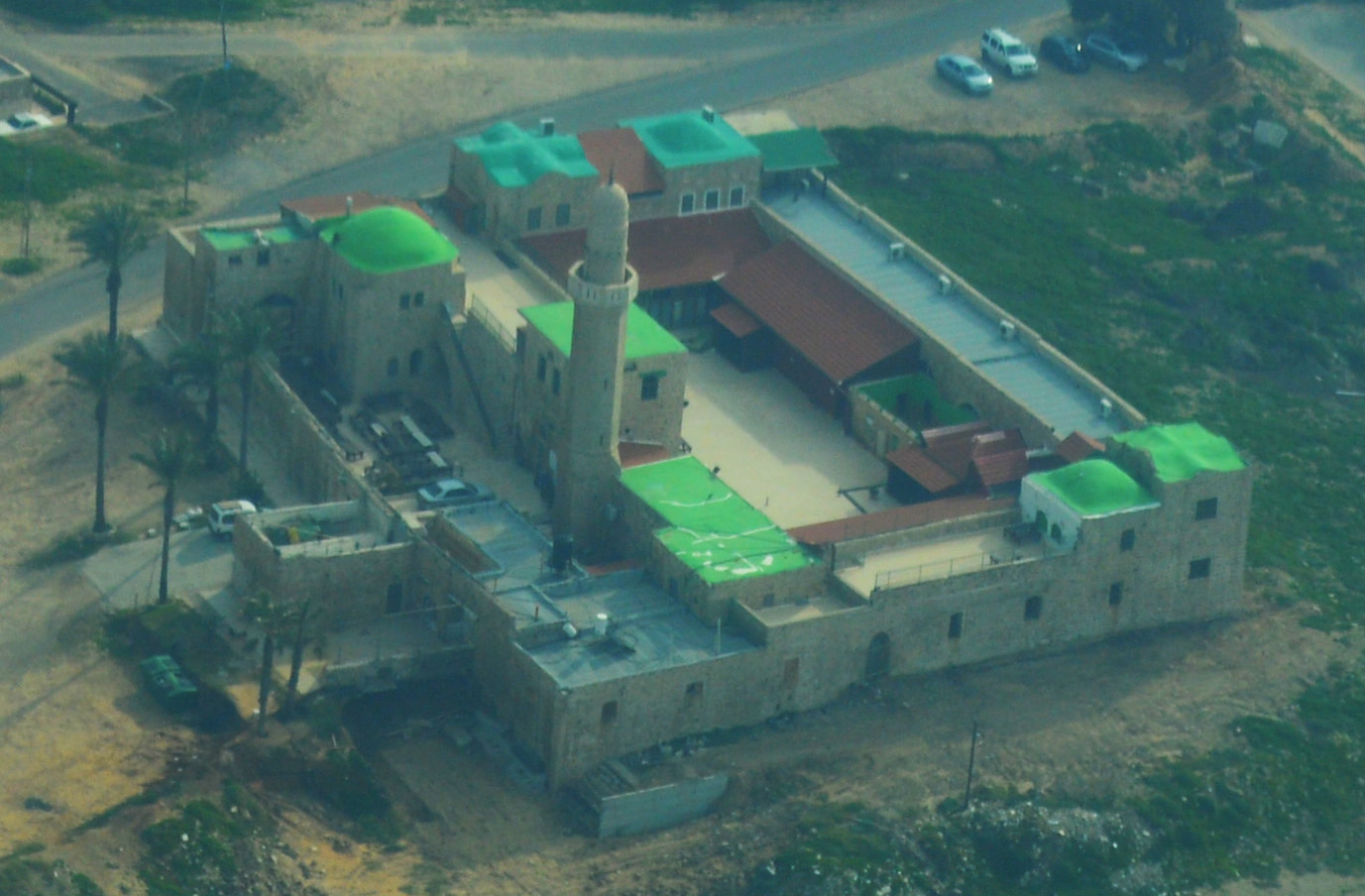
منظر جوي لمسجد سيدنا علي، عند الشاطئ في هرتسليا.

مسجد سيدنا علي (بالعبرية: מסגד סידנא עלי) هو مسجد قرية الحرم المهجرة المقام اليوم فوقها مدينة هرتسليا الإسرائيلية.

## تاريخ

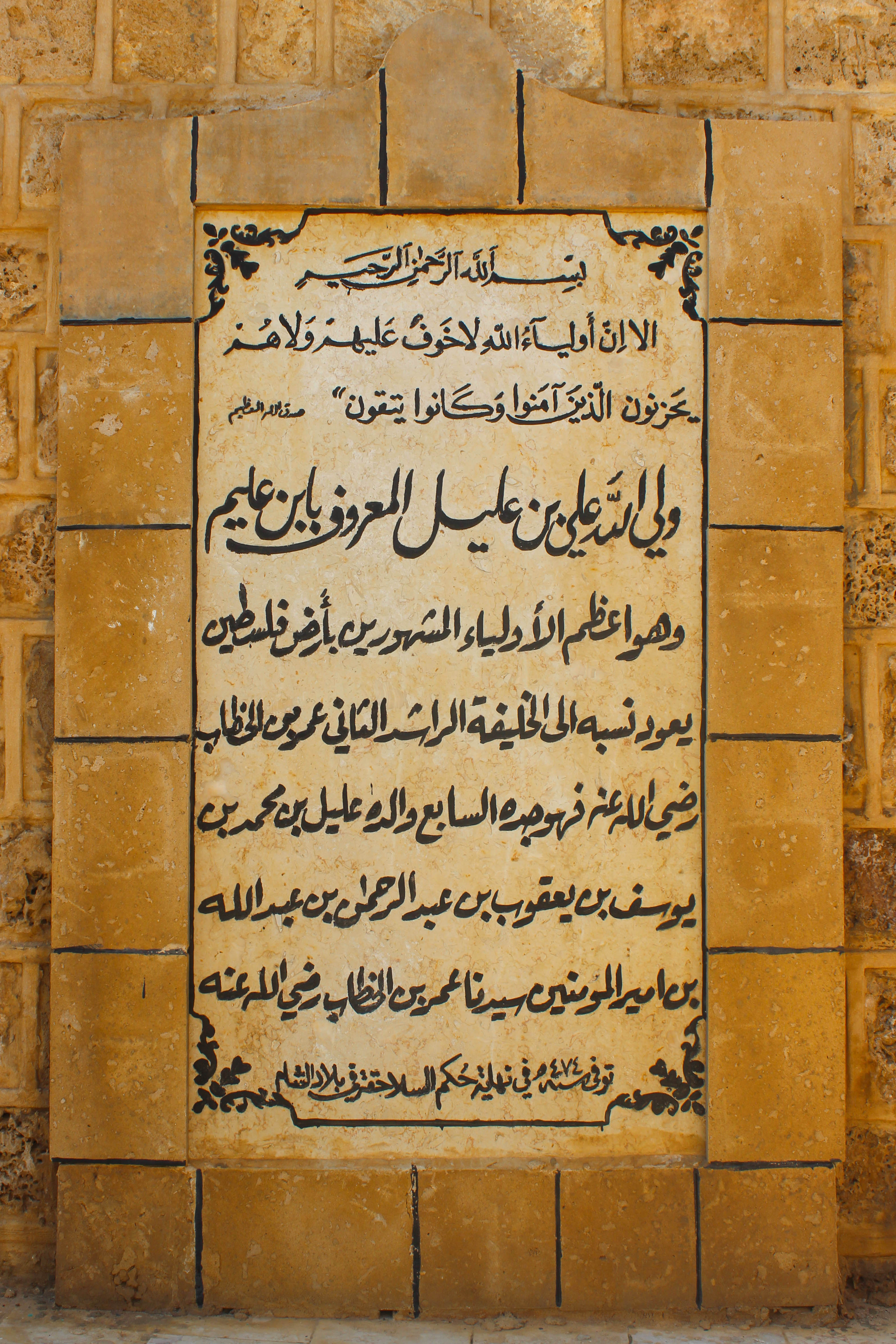
نبذة عن ولي الله علي بن عليل.

بني هذا المسجد في القرن الخامس الهجري تكريمًا لولي الله علي بن عليل المعروف بابن عليم، حفيد عمر بن الخطاب، ويقع هذا المسجد على شاطئ البحر الأبيض المتوسط، في قرية علي أو قرية الحرم، التي هجر أهلها عام 1948.

## نبذة عن صاحب المقام
علي بن عليل المعروف بابن عليم، هو من الأولياء المشهورين بأرض فلسطين، يعود نسبه إلى الخليفة الراشدي الثاني عمر بن الخطاب، فهو جده السابع والده عليل بن محمد بن يوسف بن يعقوب بن عبد الرحمن بن عبد الله بن أمير المؤمنين عمر بن الخطاب، توفي عام 474 هجري، أي في نهاية حكم السلاجقة في بلاد الشام وكان عمره 47 سنة ودفن بالمسجد.

## المسجد اليوم
ما زال المسجد قائما إلى اليوم ويقصده الفلسطينيون على الدوام لاداء الصلاة فيه خصوصا في أيام الجمعة من كل اسبوع لاقامة شعائر يوم الجمعة فيه ومن اجل الحفاظ على هوية المكان ورمزيته التي تؤكد على الوجود العربي الفلسطيني.
يتكون المسجد من ساحة داخليّة وستة أروقة، وتقع الغرفة التي دفن بها الولي علي بن عليل من الجهة الجنوبية للمسجد، أما جهاتها الثلاث الباقية الشرقيّة، الغربيّة والشماليّة فقد أقيمت ثلاثة أروقة في كل جهة، وفي الوسط توجد ساحة واسعة ومكشوفة تتّسع لمئات المصلين.

## الاعتداء على المسجد
تعرض المسجد لعدد من الاعتداءات في السابق كان اخرها في تاريخ 2 فبراير\ شباط من عام 2023م. اذ قام مجهولون يرجح انهم من المستوطنين المتطرفين برمي زجاجات حارقة مما سبب لأضرار طفيفة في سقف المسجد.

## المراجع

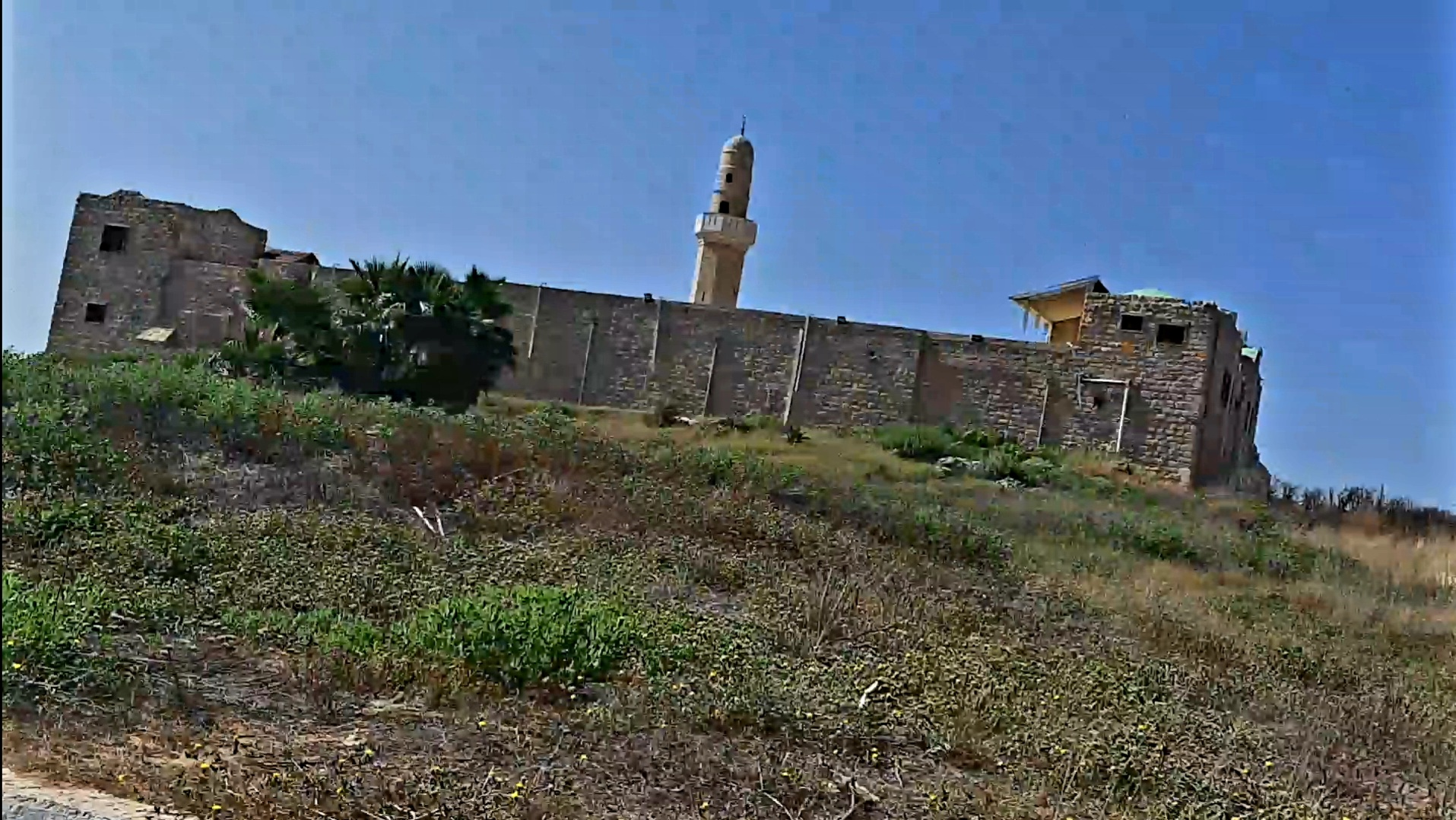
مسجد سيدنا علي (فلسطين) من الجهة الجنوبية من المسار المؤدي إلى شاطئ البحر.